# Оук Хил
Оук Хил (на английски: Oak Hill) е град в източната част на Съединените американски щати, част от окръг Файет на щата Западна Вирджиния. Населението му е около 7 700 души (2010).
Разположен е на 614 метра надморска височина в Средните Апалачи, на 20 километра северно от Бекли и на 60 километра югоизточно от Чарлстън. Селището е основано през 1820 година, а икономиката му е базирана на въгледобива.

## Известни личности
Починали в Оук Хил
- Ханк Уилямс (1923 – 1953), музикант